# Nils Röseler
Nils Röseler (* 10. Februar 1992 in Bad Bentheim) ist ein deutscher Fußballspieler. Er steht seit Sommer 2025 beim FC 08 Homburg unter Vertrag. Darüber hinaus ist er ehemaliger deutscher Nachwuchsnationalspieler.

## Karriere

### Im Verein
Röseler begann mit dem Fußball beim SV Bad Bentheim aus seiner Geburtsstadt. Dort wurde er von den Scouts des niederländischen Erstligisten FC Twente Enschede entdeckt, die ihn 2003 in ihre Jugendakademie holten. Nach sieben Jahren stieg Röseler in die zweite Mannschaft auf. Nach einem Jahr fand er sich auch in der Profimannschaft wieder und stand im Kader für die Qualifikation zur UEFA Champions League. Twente scheiterte jedoch in den Play-offs am portugiesischen Erstligisten Benfica Lissabon und spielte in der UEFA Europa League. Sein Pflichtspieldebüt als Profi absolvierte er am 14. Dezember 2011 beim Europa-League-Gruppenspiel gegen Wisła Krakau (1:2) in der Anfangself. Am 21. März 2012, dem 20. Spieltag der Saison 2011/12, kam er auch zu seinem Debüt in der Eredivisie im Auswärtsspiel gegen De Graafschap Doetinchem (2:1). Insgesamt kam er in der Saison 2011/12 zu zehn Ligaeinsätzen. 
Ende August 2012 wurde Röseler für die Saison 2012/13 an den Ligakonkurrenten VVV-Venlo ausgeliehen. Hier kam er 26-mal in der Eredivisie und zweimal in den Relegations-Playoffs zum Einsatz. Nach dem Abstieg der VVV kehrte er nach Enschede zurück und wurde dem Kader der zweiten Mannschaft Jong FC Twente eingegliedert, die wie die Nachwuchsteams von Ajax Amsterdam und der PSV Eindhoven in der Saison 2013/14 in die Eerste Divisie, die zweite niederländische Liga, aufgenommen wurden. Im ersten Saisonspiel erzielte er beim 3:0-Sieg über den FC Oss mit einem Kopfball den Führungstreffer. Insgesamt kam er 29-mal zum Einsatz. 
Zur Spielzeit 2014/15 kehrte Röseler nach Deutschland zurück und wechselte zum Chemnitzer FC in die 3. Liga. Am 6. Mai 2016 wurde bekannt, dass sein im Sommer 2016 auslaufender Vertrag nicht verlängert wurde.
Zur Saison 2016/17 wechselte Röseler zurück in die Niederlande zur VVV-Venlo. Dort war der Verteidiger sofort Stammspieler, verpasste lediglich drei Saisonspiele und konnte im Frühjahr 2017 mit dem Team als Meister in die Eredivisie aufsteigen. Auch in der höchsten niederländischen Spielklasse war der Deutsche in der Verteidigung gesetzt und kam bis zum Frühjahr 2020 als stellvertretender Mannschaftskapitän auf 135 Pflichtspieleinsätze sowie drei Tore. Die aufgrund der COVID-19-Pandemie vorzeitig abgebrochene Spielzeit 2019/20 beendete Röseler mit Venlo auf dem 13. Platz und verlängerte in der Folge seinen auslaufenden Vertrag nicht mehr.
Im Sommer 2020 wechselte der Abwehrspieler zum SV Sandhausen, wo er einen Zweijahresvertrag unterzeichnete. Diesen löste er im August 2021 auf, um sich dem Ligakonkurrenten FC Ingolstadt 04 anzuschließen.
Im Sommer 2022 wechselte er wieder in die Niederlande und schloss sich Roda JC Kerkrade an.
Nach drei Jahren kehrte er nach Deutschland zum FC 08 Homburg zurück.

### Nationalmannschaft
Röseler debütierte am 14. Dezember 2009 beim 6:3-Sieg gegen Ungarn für die deutsche U18-Auswahl. Sein letztes Länderspiel absolvierte er am 12. April 2010, als er beim 1:0-Sieg gegen Ägypten in der 77. Minute für Alexander Bieler eingewechselt wurde. Insgesamt kam er auf acht Länderspiele für die deutsche U18.

## Erfolge
VVV-Venlo
- Meister der Eerste Divisie und Aufstieg in die Eredivisie: 2017